# دین محمد حنیف
دین محمد حنیف (زادهٔ ۱۹۵۵) عالم اسلامی و سیاستمدار اهل افغانستان است. وی در ۷ سپتامبر ۲۰۲۱ به حیث وزیر اقتصاد افغانستان منصوب گردید.